# Gáspár Jenő (színművész, 1875–1937)
Gáspár Jenő Pál Mór (Hatvan, 1875. június 26.   – Miskolc, 1937. augusztus 16.) színész.

## Életútja
Apjánál, Gáspár Jenő színigazgatónál kezdte pályafutását. Anyja Pázmán Fáni volt. Már 15 éves korában gyermekszerepeket, azután siheder, később komikus-szerepeket játszott. Későbbi igazgatói: Miklóssy Gábor, Mezei Kálmán, Szabó Ferenc, Balla Kálmán, Palágyi Lajos, akinél megünnepelte 30 éves jubileumát. Később Komjáthy János, Sebestyén Géza és Sebestyén Mihály voltak az igazgatói. Halálát tüdőgümőkór okozta.
Neje Pálóczy Katalin, színésznő, született 1890. február 8-án, Hajdúnánáson, meghalt 1924. augusztus 3-án, Kolozsvárott. Színpadra lépett 1913. szeptember havában. Második felesége Papp Erzsébet volt.